# Gare de Makhinjauri
La gare de Makhinjauri est une gare ferroviaire géorgienne, située dans la petite ville de Makhinjauri à cinq kilomètres de Batoumi (qu'elle dessert), capitale de la région autonome d'Adjarie.

## Service des voyageurs

### Desserte
| Départs               | Arrivées   | Rotations par semaine |
| --------------------- | ---------- | --------------------- |
| Batoumi (Makhinjauri) | Tbilissi   | Tous les jours        |
| Batoumi (Makhinjauri) | Tbilissi   | Tous les jours        |
| Batoumi (Makhinjauri) | Tbilissi   | Tous les jours        |
| Batoumi (Makhinjauri) | Koutaïssi  | Tous les jours        |
| Batoumi (Makhinjauri) | Ozourguéti | Tous les jours        |